# Firsov (cràter)
Firsov és un cràter d'impacte situat a la cara oculta de la Lluna, al sud del cràter Lobachevskiy i al nord-oest d'Abul Wáfa.

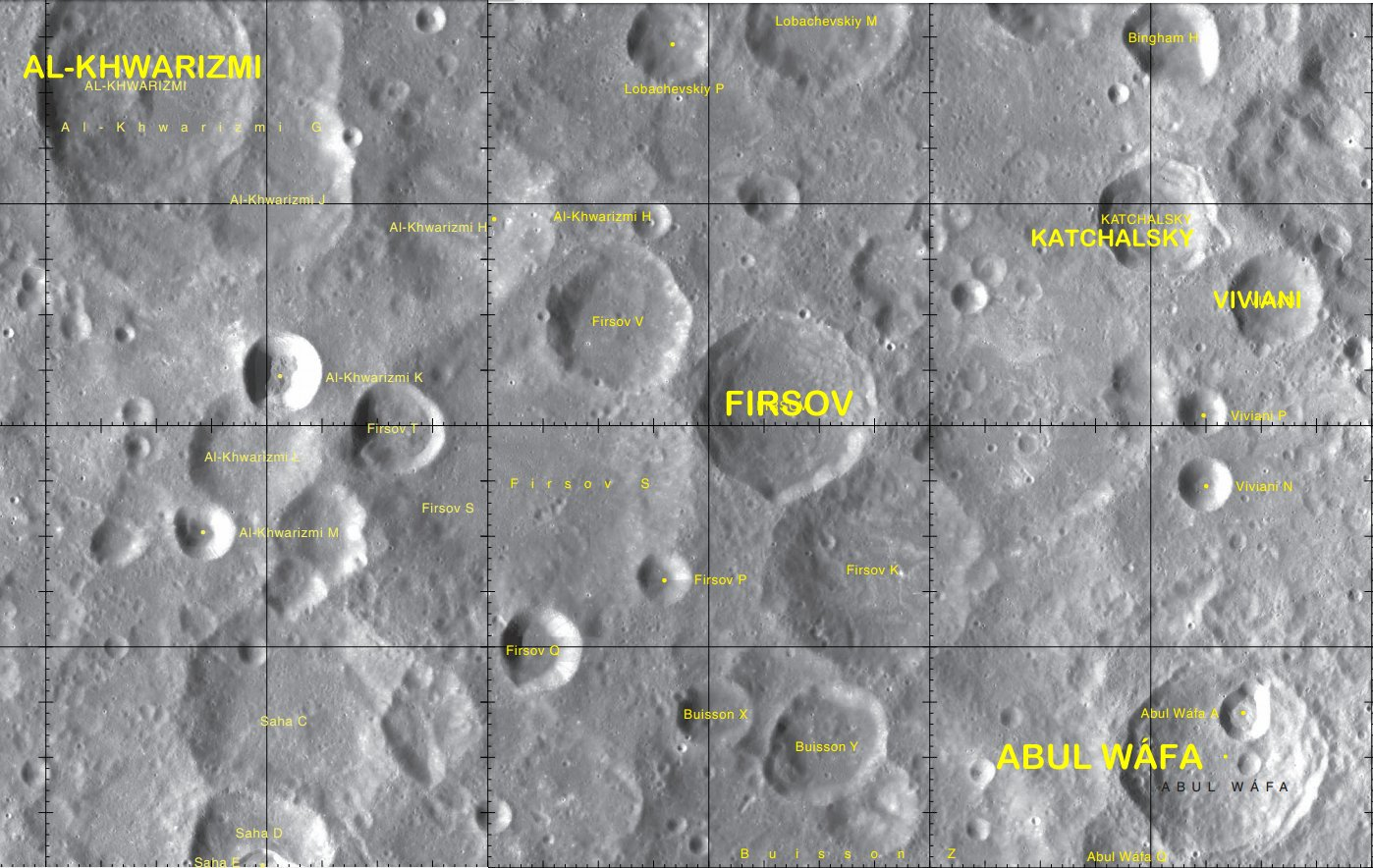
Localització de Firsov (centre de la imatge)
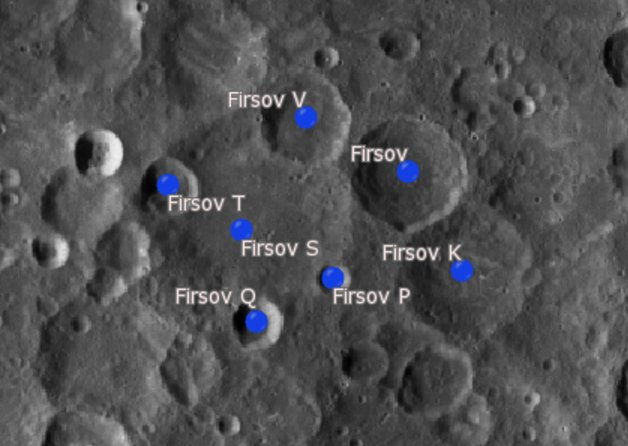
Cràters satèl·lit

La vora circular d'aquest cràter té una petita corba cap a fora al llarg del costat sud, amb protuberàncies més petites al llarg del costat occidental. Les parets interiors s'han enfonsat per formar talussos al llarg de la base. El sòl interior (de baix albedo) està gairebé a nivell i no té trets singulars.

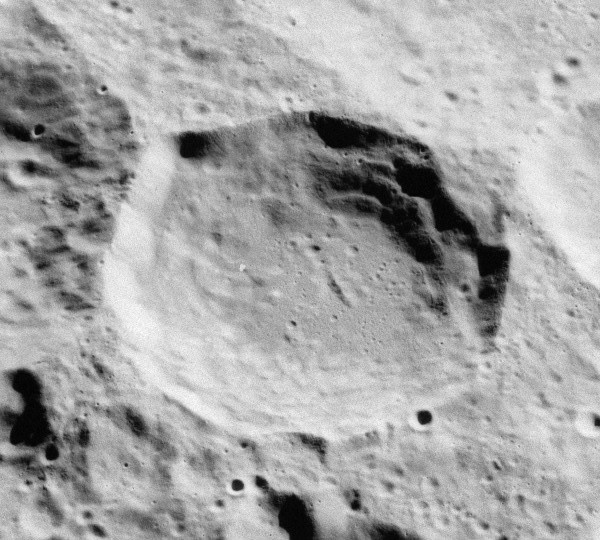
Fotografia de la missió Apollo 16
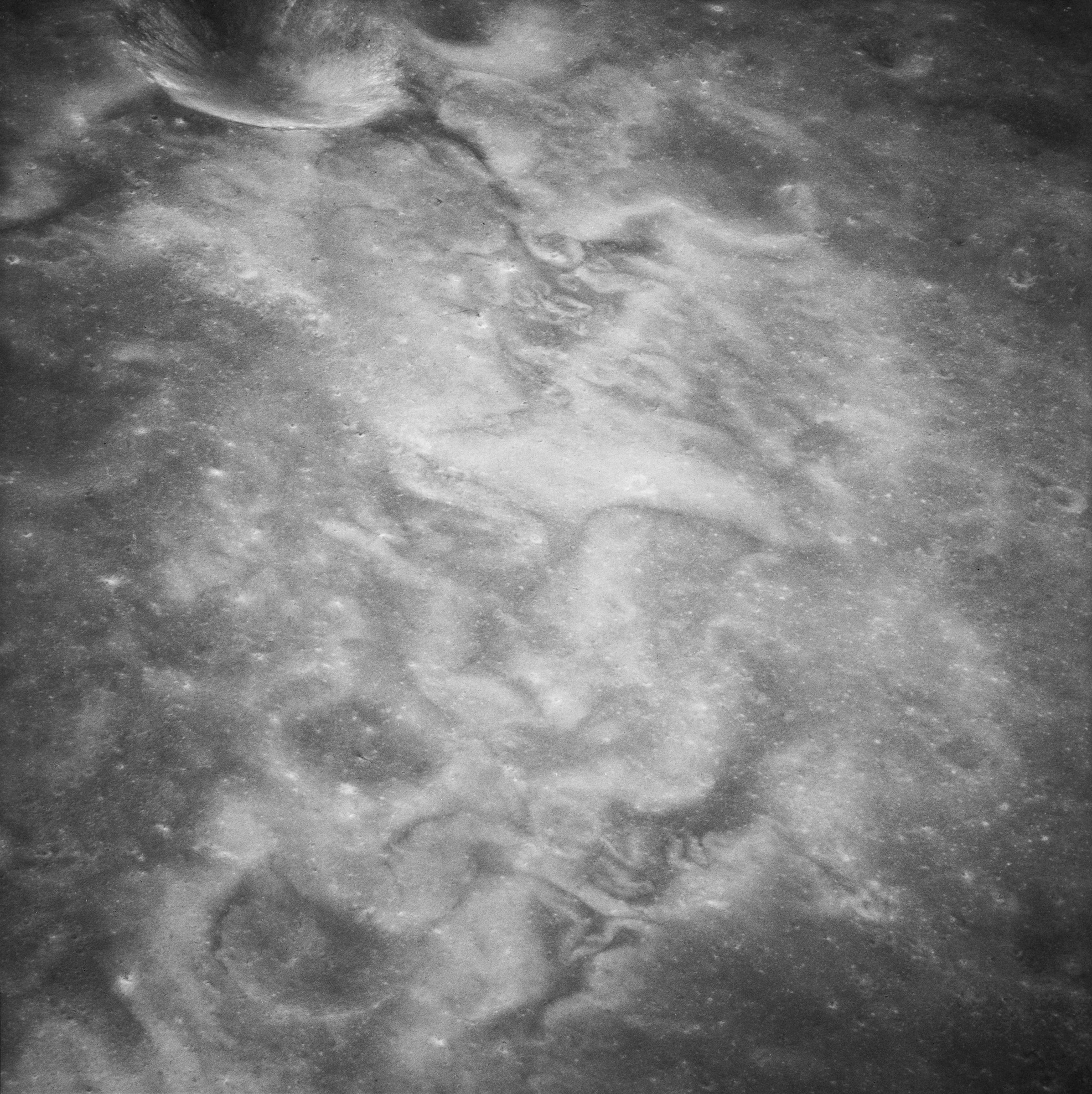
Remolins lunars a l'est de Firsov, amb marques de diferent albedo
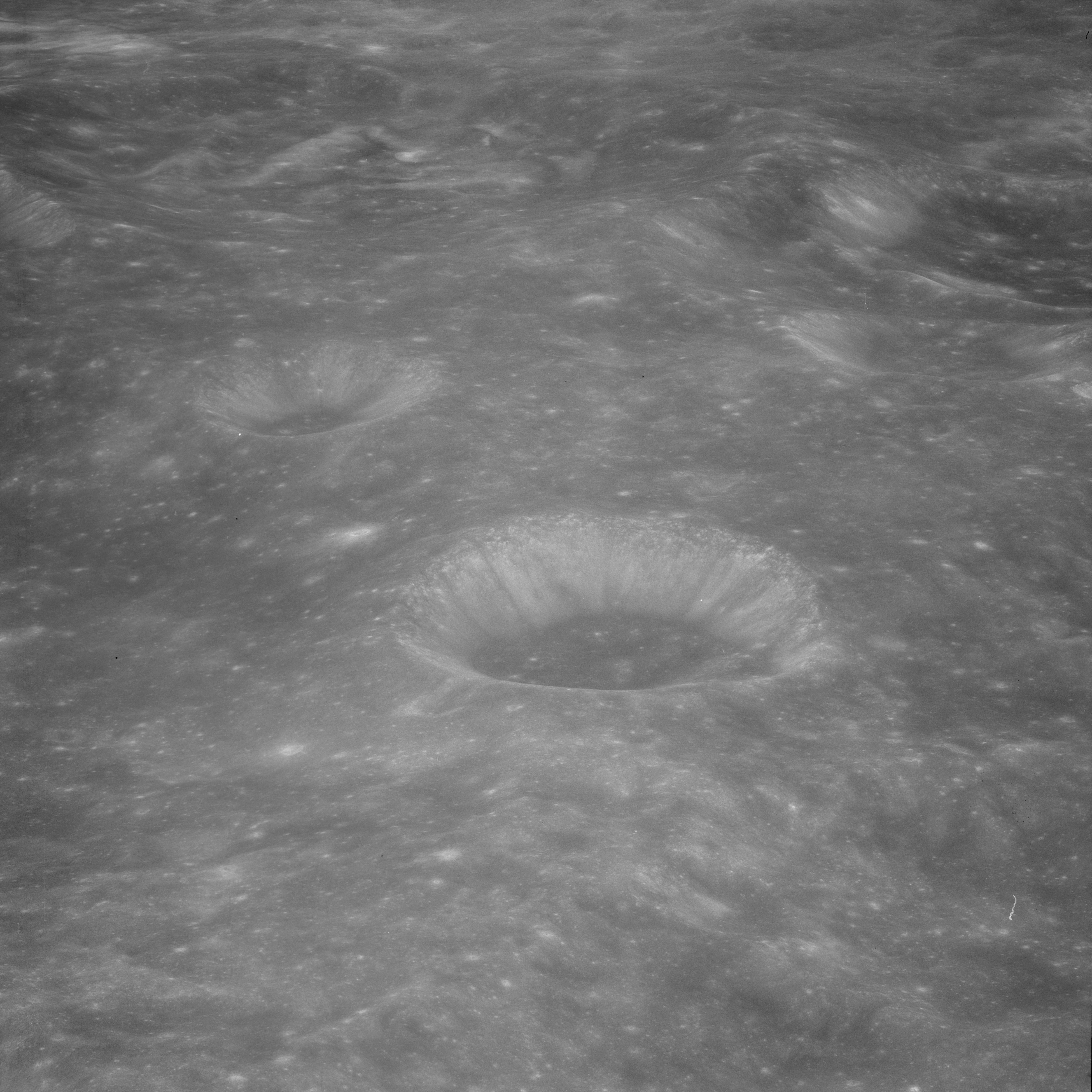
Cràter Firsov Q. Fotografia de la missió Apollo 11

Just a l'est de Firsov, dins d'un cràter sense nom amb el fons pla, es localitzen els patrons d'un remolí lunar inusual d'alt albedo, anàleg al remolí Reiner Gamma a la Mare Marginis.

## Cràters satèl·lit
Per convenció aquests elements són identificats en els mapes lunars posant la lletra en el costat del punt central del cràter que està més proper a Firsov.
| Firsov | Coordenades                          | Diàmetre |
| ------ | ------------------------------------ | -------- |
| K      | 3° 06′ N, 113° 00′ E / 3.1°N,113.0°E | 58 km    |
| P      | 2° 54′ N, 111° 06′ E / 2.9°N,111.1°E | 15 km    |
| Q      | 2° 18′ N, 110° 00′ E / 2.3°N,110.0°E | 25 km    |
| S      | 3° 36′ N, 109° 48′ E / 3.6°N,109.8°E | 96 km    |
| T      | 4° 06′ N, 108° 36′ E / 4.1°N,108.6°E | 26 km    |
| V      | 5° 06′ N, 110° 42′ E / 5.1°N,110.7°E | 44 km    |